# Бадраковский сельсовет
Бадраковский сельсовет — муниципальное образование в Бураевском районе Башкортостана.

## История
Согласно «Закону о границах, статусе и административных центрах муниципальных образований в Республике Башкортостан» имеет статус сельского поселения.
В 2008 году объединён с сельским поселением Бикметовский сельсовет.
Закон Республики Башкортостан от 19.11.2008 N 49-З «Об изменениях в административно-территориальном устройстве Республики Башкортостан в связи с объединением отдельных сельсоветов и передачей населённых пунктов», ст.1 п. 15 а) гласит:

 "Внести следующие изменения в административно-территориальное устройство Республики Башкортостан:
 по Бураевскому району:

 "Внести следующие изменения в административно-территориальное устройство Республики Башкортостан:
 объединить Бадраковский и Бикметовский сельсоветы с сохранением наименования «Бадраковский» с административным центром в селе Большебадраково.
Включить деревни Калмыково, Нарышево, Старобикметово, Старотукраново
Бикметовского сельсовета в состав Бадраковского сельсовета.

Утвердить границы Бадраковского сельсовета согласно представленной схематической карте.

Исключить из учётных данных Бикметовский сельсовет

## Население
| 2002  | 2009  | 2010  | 2012  | 2013  | 2014  | 2015  |
| ----- | ----- | ----- | ----- | ----- | ----- | ----- |
| 2407  | ↘2285 | ↘2076 | ↘1992 | ↘1886 | ↘1814 | ↘1770 |
| 2016  | 2017  |       |       |       |       |       |
| ↘1722 | ↘1646 |       |       |       |       |       |

## Состав сельского поселения
| №  | Населённый пункт | Тип населённого пункта          | Население |
| -- | ---------------- | ------------------------------- | --------- |
| 1  | Большебадраково  | деревня, административный центр | ↘430      |
| 2  | Старобикметово   | деревня                         | ↘328      |
| 3  | Силосово         | деревня                         | ↘284      |
| 4  | Берлячево        | деревня                         | ↘236      |
| 5  | Малобадраково    | деревня                         | ↘225      |
| 6  | Старотукраново   | деревня                         | ↘173      |
| 7  | Улеево           | деревня                         | ↘137      |
| 8  | Нарышево         | деревня                         | ↘106      |
| 9  | Тукаево          | деревня                         | ↘101      |
| 10 | Калмыково        | деревня                         | ↘56       |